# Championnat d'Asie féminin de basket-ball des moins de 18 ans 2018
Navigation
Thaïlande 2016 Inde 2022
Le championnat d'Asie féminin de basket-ball des moins de 18 ans 2018 se déroule à Bangalore en Inde du 28 octobre au 3 novembre 2018. Il s'agit de la vingt-quatrième édition de la compétition, instaurée en 1970.

## Équipes participantes

### Qualifications

#### Division A
8 équipes, issues du Championnat d'Asie U18 de l'édition précédente, sont qualifiées pour cette division.
| Mode de qualification                                                                       | Places | Nations qualifiées              |
| ------------------------------------------------------------------------------------------- | ------ | ------------------------------- |
| Demi-finalistes du Championnat d'Asie U18 2018                                              | 4      | Chine Japon Corée du Sud Taïwan |
| Vainqueurs des barrages de qualifications pour la Division A du Championnat d'Asie U18 2018 | 2      | Malaisie Indonésie              |
| Finalistes du Championnat d'Océanie U17 2017                                                | 2      | Australie Nouvelle-Zélande      |

#### Division B
8 équipes, issues du Championnat d'Asie U18 de l'édition précédente, sont qualifiées pour cette division.
| Mode de qualification                                                        | Places | Nations qualifiées                        |
| ---------------------------------------------------------------------------- | ------ | ----------------------------------------- |
| Relégué en Division B de ce championnat lors de l'édition précédente en 2016 | 1      | Inde                                      |
| Demi-finalistes perdants du Championnat d'Océanie U17 2017                   | 2      | Samoa Guam                                |
| 5 équipes en Division B de la FIBA Asie                                      | 5      | Hong Kong Iran Kazakhstan Singapour Syrie |

## Division A

### Rencontres

#### Premier tour
Légende des classements
- Qualifié pour les demi-finales
- Repêché en barrages de qualifications pour les demi-finales
- Qualifié pour le match pour la 7e place

##### Groupe A
| Rang | Équipe       | Pts | J | G | P | Pp  | Pc  | Diff |  | Résultats (dom.\ext.) |   |       |        |       |
| ---- | ------------ | --- | - | - | - | --- | --- | ---- |  | --------------------- | - | ----- | ------ | ----- |
| 1    | Corée du Sud | 6   | 3 | 3 | 0 | 211 | 158 | 53   |  | Corée du Sud          |   | 63-62 | 64-56  | 84-40 |
| 2    | Australie    | 5   | 3 | 2 | 1 | 264 | 157 | 107  |  | Australie             | - |       | 106-66 | 96-28 |
| 3    | Taïwan       | 4   | 3 | 1 | 2 | 221 | 224 | -3   |  | Taïwan                | - | -     |        | 99-54 |
| 4    | Indonésie    | 3   | 3 | 0 | 3 | 122 | 279 | -157 |  | Indonésie             | - | -     | -      |       |

##### Groupe B
| Rang | Équipe           | Pts | J | G | P | Pp  | Pc  | Diff |  | Résultats (dom.\ext.) |   |       |       |        |
| ---- | ---------------- | --- | - | - | - | --- | --- | ---- |  | --------------------- | - | ----- | ----- | ------ |
| 1    | Japon            | 6   | 3 | 3 | 0 | 301 | 172 | 129  |  | Japon                 |   | 94-79 | 77-62 | 130-31 |
| 2    | Chine            | 5   | 3 | 2 | 1 | 248 | 180 | 68   |  | Chine                 | - |       | 67-58 | 102-28 |
| 3    | Nouvelle-Zélande | 4   | 3 | 1 | 2 | 219 | 176 | 43   |  | Nouvelle-Zélande      | - | -     |       | 99-32  |
| 4    | Malaisie         | 3   | 3 | 0 | 3 | 91  | 331 | -240 |  | Malaisie              | - | -     | -     |        |

#### Tableau final
|  | Barrages     | Barrages         | Barrages        | Barrages  |                               |                               | Demi-finales                  | Demi-finales                  | Demi-finales      | Demi-finales    |                 |                 | Finale          | Finale          | Finale          | Finale          |
|  |              |                  |                 |           |                               |                               |                               |                               |                   |                 |                 |                 |                 |                 |                 |                 |
|  |              |                  |                 |           |                               |                               | 2 novembre 2018               | 2 novembre 2018               | 2 novembre 2018   | 2 novembre 2018 |                 |                 | 3 novembre 2018 | 3 novembre 2018 | 3 novembre 2018 | 3 novembre 2018 |
|  |              |                  |                 |           |                               |                               | 2 novembre 2018               | 2 novembre 2018               | 2 novembre 2018   | 2 novembre 2018 |                 |                 | 3 novembre 2018 | 3 novembre 2018 | 3 novembre 2018 | 3 novembre 2018 |
|  |              |                  |                 |           |                               |                               | 2 novembre 2018               | 2 novembre 2018               | 2 novembre 2018   | 2 novembre 2018 |                 |                 | 3 novembre 2018 | 3 novembre 2018 | 3 novembre 2018 | 3 novembre 2018 |
|  |              |                  |                 |           |                               |                               | 2 novembre 2018               | 2 novembre 2018               | 2 novembre 2018   | 2 novembre 2018 |                 |                 | 3 novembre 2018 | 3 novembre 2018 | 3 novembre 2018 | 3 novembre 2018 |
|  |              |                  |                 |           |                               |                               | 2 novembre 2018               | 2 novembre 2018               | 2 novembre 2018   | 2 novembre 2018 |                 |                 | 3 novembre 2018 | 3 novembre 2018 | 3 novembre 2018 | 3 novembre 2018 |
|  | Corée du Sud | Corée du Sud     | 51              | 51        |                               |                               |                               |                               |                   |                 |                 |                 | 3 novembre 2018 | 3 novembre 2018 | 3 novembre 2018 | 3 novembre 2018 |
|  | Corée du Sud | Corée du Sud     | 51              | 51        | 1er novembre 2018             |                               |                               |                               |                   |                 |                 |                 | 3 novembre 2018 | 3 novembre 2018 | 3 novembre 2018 | 3 novembre 2018 |
|  |              |                  | Chine           | Chine     | 69                            | 69                            |                               |                               |                   |                 |                 |                 | 3 novembre 2018 | 3 novembre 2018 | 3 novembre 2018 | 3 novembre 2018 |
|  | B2           | Chine            | Chine           | Chine     | 69                            | 69                            | 80                            | 80                            |                   |                 |                 |                 | 3 novembre 2018 | 3 novembre 2018 | 3 novembre 2018 | 3 novembre 2018 |
|  | B2           | Chine            | 2 novembre 2018 |           |                               |                               | 80                            | 80                            |                   |                 |                 |                 | 3 novembre 2018 | 3 novembre 2018 | 3 novembre 2018 | 3 novembre 2018 |
|  | A3           | Taïwan           | 53              | 53        |                               |                               |                               |                               |                   |                 |                 |                 | 3 novembre 2018 | 3 novembre 2018 | 3 novembre 2018 | 3 novembre 2018 |
|  | A3           | Taïwan           | 53              | 53        | Chine                         | Chine                         | 89                            | 89                            |                   |                 |                 |                 |                 |                 |                 |                 |
|  |              |                  |                 |           | Chine                         | Chine                         | 89                            | 89                            |                   |                 |                 |                 |                 |                 |                 |                 |
|  |              |                  | Japon           | Japon     | 76                            | 76                            |                               |                               |                   |                 |                 |                 |                 |                 |                 |                 |
|  |              |                  |                 |           | 76                            | 76                            |                               |                               |                   |                 |                 |                 |                 |                 |                 |                 |
|  |              |                  |                 |           |                               |                               |                               |                               |                   |                 |                 |                 |                 |                 |                 |                 |
|  |              |                  |                 |           |                               |                               |                               |                               |                   |                 |                 |                 |                 |                 |                 |                 |
|  | Japon        | Japon            | 90              | 90        | Match pour la troisième place | Match pour la troisième place | Match pour la troisième place | Match pour la troisième place |                   |                 |                 |                 |                 |                 |                 |                 |
|  | Japon        | Japon            | 90              | 90        | Match pour la troisième place | Match pour la troisième place | Match pour la troisième place | Match pour la troisième place | 1er novembre 2018 |                 |                 |                 |                 |                 |                 |                 |
|  |              |                  | Australie       | Australie | 77                            | 77                            |                               |                               | 3 novembre 2018   | 3 novembre 2018 | 3 novembre 2018 | 3 novembre 2018 |                 |                 |                 |                 |
|  | A2           | Australie        | Australie       | Australie | 77                            | 77                            | 82                            | 82                            | 3 novembre 2018   | 3 novembre 2018 | 3 novembre 2018 | 3 novembre 2018 |                 |                 |                 |                 |
|  | A2           | Australie        |                 |           |                               |                               |                               | 82                            |                   |                 | Corée du Sud    | Corée du Sud    | 58              | 58              |                 |                 |
|  | B3           | Nouvelle-Zélande | 66              | 66        |                               |                               |                               |                               |                   |                 | Corée du Sud    | Corée du Sud    | 58              | 58              |                 |                 |
|  | B3           | Nouvelle-Zélande | 66              | 66        | Australie                     | Australie                     | 75                            | 75                            |                   |                 |                 |                 |                 |                 |                 |                 |
|  |              |                  |                 |           |                               |                               |                               |                               |                   |                 |                 |                 |                 |                 |                 |                 |

#### Matches de classement

##### Match pour la7eplace
| 1er novembre 2018 13 h 00 UTC+05:30 | Rapport | Indonésie                                       | 86–35 | Malaisie |  | Sree Kanteerava Indoor Stadium |
| 1er novembre 2018 13 h 00 UTC+05:30 | Rapport | Score par quart-temps : 16-6, 25-9, 27-11, 18-9 |       |          |  | Sree Kanteerava Indoor Stadium |

##### Match pour la5eplace
| 2 novembre 2018 13 h 00 UTC+05:30 | Rapport | Nouvelle-Zélande                                 | 75–47 | Taïwan |  | Sree Kanteerava Indoor Stadium |
| 2 novembre 2018 13 h 00 UTC+05:30 | Rapport | Score par quart-temps : 14-9, 23-12, 19-18, 19-8 |       |        |  | Sree Kanteerava Indoor Stadium |

### Classement final
| Place                    | Équipe           | Vict.-Déf. |
| ------------------------ | ---------------- | ---------- |
| Médaille d'or, Asie      | Chine            | 5 - 1      |
| Médaille d'argent, Asie  | Japon            | 4 - 1      |
| Médaille de bronze, Asie | Australie        | 4 - 2      |
| 4                        | Corée du Sud     | 3 - 2      |
| 5                        | Nouvelle-Zélande | 2 - 3      |
| 6                        | Taïwan           | 1 - 4      |
| 7                        | Indonésie        | 1 - 3      |
| 8                        | Malaisie         | 0 - 4      |

- Qualification pour la Coupe du Monde U19 2019
- Relégation en Division B pour le Championnat d'Asie U18 2022

### Leaders statistiques

#### Points
| Place | Nom             | Équipe       | PPM  |
| ----- | --------------- | ------------ | ---- |
| 1     | Miela Goodchild | Australie    | 17,7 |
| 2     | Jihyun Park     | Corée du Sud | 16,0 |
| 3     | Yu Chieh Chen   | Taïwan       | 15,4 |
| 4     | Mingling Chen   | Chine        | 15,2 |
| 5     | Yuan Li         | Chine        | 14,3 |

#### Rebonds
| Place | Nom                    | Équipe           | RPM  |
| ----- | ---------------------- | ---------------- | ---- |
| 1     | Mingling Chen          | Chine            | 14,5 |
| 2     | Charlisse Leger-Walker | Nouvelle-Zélande | 9,4  |
| 3     | Isobel Anstey          | Australie        | 9,0  |
| 4     | Ziting Tang            | Chine            | 8,5  |
| 5     | Ella Bradley           | Nouvelle-Zélande | 8,4  |

#### Passes décisives
| Place | Nom            | Équipe       | PDPM |
| ----- | -------------- | ------------ | ---- |
| 1     | Yuan Li        | Chine        | 7,5  |
| 2     | Jazmin Shelley | Australie    | 4,8  |
| 3     | Sohee Lee      | Corée du Sud | 4,4  |
| 4     | Jihyun Park    | Corée du Sud | 3,2  |
| 4     | Nanako Todo    | Japon        | 3,2  |

#### Contres
| Place | Nom              | Équipe       | CPM |
| ----- | ---------------- | ------------ | --- |
| 1     | Agnes Emma-Nnopu | Australie    | 1,5 |
| 2     | Jihyun Park      | Corée du Sud | 1,4 |
| 3     | Mingling Chen    | Chine        | 1,2 |
| 4     | Ya Tong Chen     | Taïwan       | 1,0 |
| 4     | Hui Tzu Cheng    | Taïwan       | 1,0 |
| 4     | Sin Lu Yong      | Malaisie     | 1,0 |

#### Interceptions
| Place | Nom                            | Équipe       | IPM |
| ----- | ------------------------------ | ------------ | --- |
| 1     | Adelaide Callista Wongsohardjo | Indonésie    | 3,5 |
| 2     | Sohee Lee                      | Corée du Sud | 3,4 |
| 2     | Jihyun Park                    | Corée du Sud | 3,4 |
| 4     | Agnes Emma-Nnopu               | Australie    | 3,0 |
| 4     | Miela Goodchild                | Australie    | 3,0 |

#### Évaluation
| Place | Nom              | Équipe       | EPM  |
| ----- | ---------------- | ------------ | ---- |
| 1     | Mingling Chen    | Chine        | 24,8 |
| 2     | Jihyun Park      | Corée du Sud | 18,0 |
| 3     | Nanako Todo      | Japon        | 17,2 |
| 4     | Agnes Emma-Nnopu | Australie    | 16,8 |
| 5     | Yuan Li          | Chine        | 16,0 |
| 5     | Ziting Tang      | Chine        | 16,0 |
| 5     | Norika Konno     | Japon        | 16,0 |

## Division B

### Rencontres

#### Premier tour
Légende des classements
- Qualifié pour les demi-finales
- Repêché en barrages de qualifications pour les demi-finales
- Qualifié pour le match pour la 7e place

##### Groupe A
| Rang | Équipe    | Pts | J | G | P | Pp  | Pc  | Diff |  | Résultats (dom.\ext.) |   |       |       |        |
| ---- | --------- | --- | - | - | - | --- | --- | ---- |  | --------------------- | - | ----- | ----- | ------ |
| 1    | Inde      | 6   | 3 | 3 | 0 | 259 | 156 | 103  |  | Inde                  |   | 73-65 | 79-49 | 107-42 |
| 2    | Iran      | 5   | 3 | 2 | 1 | 233 | 181 | 52   |  | Iran                  | - |       | 70-53 | 98-55  |
| 3    | Singapour | 4   | 3 | 1 | 2 | 185 | 184 | 1    |  | Singapour             | - | -     |       | 83-35  |
| 4    | Guam      | 3   | 3 | 0 | 3 | 132 | 288 | -156 |  | Guam                  | - | -     | -     |        |

##### Groupe B
| Rang | Équipe     | Pts | J | G | P | Pp  | Pc  | Diff |  | Résultats (dom.\ext.) |   |       |       |       |
| ---- | ---------- | --- | - | - | - | --- | --- | ---- |  | --------------------- | - | ----- | ----- | ----- |
| 1    | Syrie      | 6   | 3 | 3 | 0 | 166 | 124 | 42   |  | Syrie                 |   | 66-47 | 56-40 | 44-37 |
| 2    | Hong Kong  | 5   | 3 | 2 | 1 | 205 | 189 | 16   |  | Hong Kong             | - |       | 80-73 | 78-50 |
| 3    | Kazakhstan | 4   | 3 | 1 | 2 | 180 | 187 | -7   |  | Kazakhstan            | - | -     |       | 67-51 |
| 4    | Samoa      | 3   | 3 | 0 | 3 | 138 | 189 | -51  |  | Samoa                 | - | -     | -     |       |

#### Tableau final
|  | Barrages | Barrages   | Barrages        | Barrages   |                               |                               | Demi-finales                  | Demi-finales                  | Demi-finales      | Demi-finales    |                 |                 | Finale          | Finale          | Finale          | Finale          |
|  |          |            |                 |            |                               |                               |                               |                               |                   |                 |                 |                 |                 |                 |                 |                 |
|  |          |            |                 |            |                               |                               | 2 novembre 2018               | 2 novembre 2018               | 2 novembre 2018   | 2 novembre 2018 |                 |                 | 3 novembre 2018 | 3 novembre 2018 | 3 novembre 2018 | 3 novembre 2018 |
|  |          |            |                 |            |                               |                               | 2 novembre 2018               | 2 novembre 2018               | 2 novembre 2018   | 2 novembre 2018 |                 |                 | 3 novembre 2018 | 3 novembre 2018 | 3 novembre 2018 | 3 novembre 2018 |
|  |          |            |                 |            |                               |                               | 2 novembre 2018               | 2 novembre 2018               | 2 novembre 2018   | 2 novembre 2018 |                 |                 | 3 novembre 2018 | 3 novembre 2018 | 3 novembre 2018 | 3 novembre 2018 |
|  |          |            |                 |            |                               |                               | 2 novembre 2018               | 2 novembre 2018               | 2 novembre 2018   | 2 novembre 2018 |                 |                 | 3 novembre 2018 | 3 novembre 2018 | 3 novembre 2018 | 3 novembre 2018 |
|  |          |            |                 |            |                               |                               | 2 novembre 2018               | 2 novembre 2018               | 2 novembre 2018   | 2 novembre 2018 |                 |                 | 3 novembre 2018 | 3 novembre 2018 | 3 novembre 2018 | 3 novembre 2018 |
|  | Inde     | Inde       | 83              | 83         |                               |                               |                               |                               |                   |                 |                 |                 | 3 novembre 2018 | 3 novembre 2018 | 3 novembre 2018 | 3 novembre 2018 |
|  | Inde     | Inde       | 83              | 83         | 1er novembre 2018             |                               |                               |                               |                   |                 |                 |                 | 3 novembre 2018 | 3 novembre 2018 | 3 novembre 2018 | 3 novembre 2018 |
|  |          |            | Hong Kong       | Hong Kong  | 65                            | 65                            |                               |                               |                   |                 |                 |                 | 3 novembre 2018 | 3 novembre 2018 | 3 novembre 2018 | 3 novembre 2018 |
|  | B2       | Hong Kong  | Hong Kong       | Hong Kong  | 65                            | 65                            | 67                            | 67                            |                   |                 |                 |                 | 3 novembre 2018 | 3 novembre 2018 | 3 novembre 2018 | 3 novembre 2018 |
|  | B2       | Hong Kong  | 2 novembre 2018 |            |                               |                               | 67                            | 67                            |                   |                 |                 |                 | 3 novembre 2018 | 3 novembre 2018 | 3 novembre 2018 | 3 novembre 2018 |
|  | A3       | Singapour  | 37              | 37         |                               |                               |                               |                               |                   |                 |                 |                 | 3 novembre 2018 | 3 novembre 2018 | 3 novembre 2018 | 3 novembre 2018 |
|  | A3       | Singapour  | 37              | 37         | Inde                          | Inde                          | 68                            | 68                            |                   |                 |                 |                 |                 |                 |                 |                 |
|  |          |            |                 |            | Inde                          | Inde                          | 68                            | 68                            |                   |                 |                 |                 |                 |                 |                 |                 |
|  |          |            | Kazakhstan      | Kazakhstan | 45                            | 45                            |                               |                               |                   |                 |                 |                 |                 |                 |                 |                 |
|  |          |            |                 |            | 45                            | 45                            |                               |                               |                   |                 |                 |                 |                 |                 |                 |                 |
|  |          |            |                 |            |                               |                               |                               |                               |                   |                 |                 |                 |                 |                 |                 |                 |
|  |          |            |                 |            |                               |                               |                               |                               |                   |                 |                 |                 |                 |                 |                 |                 |
|  | Syrie    | Syrie      | 56              | 56         | Match pour la troisième place | Match pour la troisième place | Match pour la troisième place | Match pour la troisième place |                   |                 |                 |                 |                 |                 |                 |                 |
|  | Syrie    | Syrie      | 56              | 56         | Match pour la troisième place | Match pour la troisième place | Match pour la troisième place | Match pour la troisième place | 1er novembre 2018 |                 |                 |                 |                 |                 |                 |                 |
|  |          |            | Kazakhstan      | Kazakhstan | 76                            | 76                            |                               |                               | 3 novembre 2018   | 3 novembre 2018 | 3 novembre 2018 | 3 novembre 2018 |                 |                 |                 |                 |
|  | A2       | Iran       | Kazakhstan      | Kazakhstan | 76                            | 76                            | 56                            | 56                            | 3 novembre 2018   | 3 novembre 2018 | 3 novembre 2018 | 3 novembre 2018 |                 |                 |                 |                 |
|  | A2       | Iran       |                 |            |                               |                               |                               | 56                            |                   |                 | Hong Kong       | Hong Kong       | 68              | 68              |                 |                 |
|  | B3       | Kazakhstan | 71              | 71         |                               |                               |                               |                               |                   |                 | Hong Kong       | Hong Kong       | 68              | 68              |                 |                 |
|  | B3       | Kazakhstan | 71              | 71         | Syrie                         | Syrie                         | 75                            | 75                            |                   |                 |                 |                 |                 |                 |                 |                 |
|  |          |            |                 |            |                               |                               |                               |                               |                   |                 |                 |                 |                 |                 |                 |                 |

#### Matches de classement

##### Match pour la7eplace
| 1er novembre 2018 13 h 00 UTC+05:30 | Rapport | Guam                                             | 48–62 | Samoa |  | Koramangala Indoor Stadium |
| 1er novembre 2018 13 h 00 UTC+05:30 | Rapport | Score par quart-temps : 14-6, 15-21, 7-23, 12-12 |       |       |  | Koramangala Indoor Stadium |

##### Match pour la5eplace
| 2 novembre 2018 15 h 30 UTC+05:30 | Rapport | Iran                                              | 63–51 | Singapour |  | Koramangala Indoor Stadium |
| 2 novembre 2018 15 h 30 UTC+05:30 | Rapport | Score par quart-temps : 13-18, 14-16, 17-10, 19-7 |       |           |  | Koramangala Indoor Stadium |

### Classement final
| Place                    | Équipe     | Vict.-Déf. |
| ------------------------ | ---------- | ---------- |
| Médaille d'or, Asie      | Inde       | 5 - 0      |
| Médaille d'argent, Asie  | Kazakhstan | 3 - 3      |
| Médaille de bronze, Asie | Syrie      | 4 - 1      |
| 4                        | Hong Kong  | 3 - 3      |
| 5                        | Iran       | 3 - 2      |
| 6                        | Singapour  | 1 - 4      |
| 7                        | Samoa      | 1 - 3      |
| 8                        | Guam       | 0 - 4      |

- Promotion en Division A pour le Championnat d'Asie U18 2022

### Leaders statistiques

#### Points
| Place | Nom                          | Équipe    | PPM  |
| ----- | ---------------------------- | --------- | ---- |
| 1     | Fatemeh Aghazadegan Ghazvini | Iran      | 23,4 |
| 2     | Noura Bshara                 | Syrie     | 23,0 |
| 3     | Mia San Nicolas              | Guam      | 17,0 |
| 4     | Anna Aghnanian Aslanian      | Syrie     | 16,6 |
| 5     | Wing Nga Poon                | Hong Kong | 16,3 |

#### Rebonds
| Place | Nom                        | Équipe     | RPM  |
| ----- | -------------------------- | ---------- | ---- |
| 1     | Maria Zaitseva             | Kazakhstan | 14,3 |
| 2     | Negin Rasoulipour Khameneh | Iran       | 13,6 |
| 3     | Noura Bshara               | Syrie      | 13,3 |
| 4     | Anna Aghnanian Aslanian    | Syrie      | 12,6 |
| 5     | Zeinab Ghaffari            | Iran       | 12,4 |

#### Passes décisives
| Place | Nom                        | Équipe | PDPM |
| ----- | -------------------------- | ------ | ---- |
| 1     | Ishwarya Janardhanan       | Inde   | 6,0  |
| 2     | Elysia Perez               | Guam   | 4,5  |
| 3     | Gulabsha Ali               | Inde   | 4,0  |
| 3     | Dharshini Thirunavukkarasu | Inde   | 4,0  |
| 5     | Sahar Goodarzi             | Iran   | 3,8  |

#### Contres
| Place | Nom            | Équipe     | CPM |
| ----- | -------------- | ---------- | --- |
| 1     | Maria Zaitseva | Kazakhstan | 4,3 |
| 2     | Harmony Harder | Samoa      | 2,0 |
| 3     | Jana Taufua    | Samoa      | 1,8 |
| 4     | Julnar Mubarak | Syrie      | 1,6 |
| 5     | Noura Bshara   | Syrie      | 1,5 |

#### Interceptions
| Place | Nom                        | Équipe    | IPM |
| ----- | -------------------------- | --------- | --- |
| 1     | Dharshini Thirunavukkarasu | Inde      | 6,8 |
| 2     | Wing Nga Poon              | Hong Kong | 5,3 |
| 3     | Jana Taufua                | Samoa     | 4,3 |
| 4     | Ishwarya Janardhanan       | Inde      | 3,8 |
| 5     | Cherish Manumaleuga        | Samoa     | 2,8 |

#### Évaluation
| Place | Nom                        | Équipe     | EPM  |
| ----- | -------------------------- | ---------- | ---- |
| 1     | Harshitha Kelttira Bopaiah | Inde       | 22,2 |
| 2     | Mia San Nicolas            | Guam       | 20,8 |
| 3     | Maria Zaitseva             | Kazakhstan | 20,7 |
| 4     | Anna Aghnanian Aslanian    | Syrie      | 18,2 |
| 4     | Dharshini Thirunavukkarasu | Inde       | 18,2 |